# Musa Barrow
Musa Barrow (Banjul, Gambia, 14 de noviembre de 1998) es un futbolista gambiano que juega como delantero en el Al-Taawoun F. C. de la Liga Profesional Saudí de Arabia Saudita y en la selección de fútbol de Gambia. Es reconocido como el primer jugador de origen gambiano en jugar en la Serie A.[cita requerida]

## Trayectoria

### Atalanta
Barrow es producto del Banjul Hawks de su país natal, hasta que en 2016 se unió al Atalanta, club que participa en la primera división del fútbol italiano. Fue progresando a través del equipo juvenil con el cual debutó el 4 de febrero de 2017. En su primera temporada disputó un total de 17 partidos, anotando 13 goles y dando una asistencia. En la siguiente temporada, la campaña 2017/18, Barrow dejó la sensacional marca de 26 goles en 20 encuentros con el Atalanta Primavera, razón por la cual empezó a tener minutos con el primer equipo.
El 30 de enero de 2018, se produce su debut con el Atalanta, en un encuentro que perdieron por 1-0 frente a Juventus de Turín, por la ida de las semifinales de la Copa Italia. Barrow disputó 12 minutos tras haber entrado al minuto 78 en lugar de Bryan Cristante. El 18 de abril de ese año también anotó su primer gol con el Atalanta en la victoria por 3-0 sobre Benevento, jornada 33 de liga, cuando Barrow ya tenía algunos partidos de Serie A disputados, convirtiéndose así en el primer futbolista gambiano en anotar en la Serie A. Anotó dos goles más y culminó su primera temporada en la élite del fútbol de Italia con 3 goles y una asistencia en 14 encuentros.
Dado su buen momento, el 1 de julio de 2018, el periódico deportivo italiano Tuttosport lo incluyó en la lista de 100 mejores jugadores jóvenes en Europa nominados al Premio Golden Boy 2018, quedando también en la lista recortada de 40.
Para la temporada 2018/19, Barrow empezó anotando 4 goles y dando 2 asistencias en la ronda previa de la Liga Europea de la UEFA, incluyendo su primer triplete ante Sarajevo, sin embargo el Atalanta cayó en la ronda de calificación frente al Copenhague de Dinamarca. Aunque en liga, su desempeño goleador disminuyó a tal punto que solo marcó un gol en 22 encuentros jugados, contribuyó a la brillante campaña de Atalanta, que quedó en la tercera posición del campeonato clasificando a la Liga de Campeones de la UEFA por primera vez en su historia.

### Bologna
El 17 de enero de 2020 el Bologna consiguió su cesión hasta el 30 de junio de 2021 con obligación de compra. Dos días después hizo su debut en el empate de Bologna frente a Hellas Verona tras sustituir en el minuto 63 a Nicola Sansone y en la fecha siguiente anotó su primer gol con el club en el triunfo por 3-1 sobre la S.P.A.L.

## Selección nacional
Barrow forma parte de la selección de fútbol de Gambia con la cual ha disputado 48 partidos y ha anotado once goles. 
Con 19 de años de edad, fue convocado por primera vez a la selección mayor a fines de agosto de 2018 por el entrenador Tom Saintfiet y debutó frente a Argelia el 8 de septiembre de ese año en un encuentro que terminó 1-1 válido para la clasificación para la Copa Africana de Naciones de 2019. Barrow ingresó en el minuto 66 en lugar del lesionado Assan Ceesay. El 12 de junio de 2019 marcó su primer con la selección en el triunfo amistoso por 1-0 sobre Marruecos.
También acumula un partido con el equipo sub-23 de Gambia, el cual se disputó ante Marruecos en un amistoso que culminó 1-0 con Barrow marcando el gol del triunfo.

## Clubes y estadísticas
Actualizado el 26 de mayo de 2025.
| Atalanta B. C. · Italia | 2017-18       | 1.ª           | 12  | 3  | 2  | 0 | 0  | 0 | 14  | 3  |
| Atalanta B. C. · Italia | 2018-19       | 1.ª           | 22  | 1  | 2  | 0 | 6  | 4 | 30  | 5  |
| Atalanta B. C. · Italia | 2019-20       | 1.ª           | 7   | 0  | 0  | 0 | 1  | 0 | 8   | 0  |
| Atalanta B. C. · Italia | Total club    | Total club    | 41  | 4  | 4  | 0 | 7  | 4 | 52  | 8  |
| Bologna F. C. 1909 · Italia | 2019-20       | 1.ª           | 18  | 9  | 0  | 0 | —  | — | 18  | 9  |
| Bologna F. C. 1909 · Italia | 2020-21       | 1.ª           | 38  | 8  | 2  | 1 | —  | — | 40  | 9  |
| Bologna F. C. 1909 · Italia | 2021-22       | 1.ª           | 34  | 6  | 1  | 0 | —  | — | 35  | 6  |
| Bologna F. C. 1909 · Italia | 2022-23       | 1.ª           | 32  | 3  | 3  | 0 | —  | — | 35  | 3  |
| Bologna F. C. 1909 · Italia | Total club    | Total club    | 122 | 26 | 6  | 1 | 0  | 0 | 128 | 27 |
| Al-Taawoun F. C. Arabia Saudita | 2023-24       | 1.ª           | 21  | 6  | 3  | 1 | —  | — | 24  | 7  |
| Al-Taawoun F. C. Arabia Saudita | 2024-25       | 1.ª           | 33  | 13 | 4  | 0 | 12 | 5 | 49  | 18 |
| Al-Taawoun F. C. Arabia Saudita | Total club    | Total club    | 54  | 19 | 7  | 1 | 12 | 5 | 73  | 25 |
| Total carrera | Total carrera | Total carrera | 217 | 49 | 17 | 2 | 19 | 9 | 253 | 60 |
| (1)Incluye datos de la Copa Italia (2017-18 a 2022-23) y la Copa del Rey de Campeones (2023-24). (2)Incluye datos de la Liga Europa de la UEFA (2018-19), la Liga de Campeones de la UEFA (2019-20) y la Liga de Campeones 2 de la AFC (2024-25). |               |               |     |    |    |   |    |   |     |    |

## Palmarés

### Distinciones individuales
| Distinción                                                                   | Año     |
| ---------------------------------------------------------------------------- | ------- |
| Goleador del Campeonato Primavera 1 (23 goles)                               | 2017-18 |
| Incluido en la lista de 40 candidatos al Premio Golden Boy según Tuttosport. | 2018    |